# Ferrari 158
Ferrari 158 — гоночный автомобиль «Формулы-1», построенный итальянской командой Ferrari для участия в чемпионатах мира 1964-1965 годов. В первом чемпионате болидом управляли британец Джон Сёртис и итальянец Лоренцо Бандини. В 1964 году они принесли команде три победы, два поула, семь подиумов и два быстрых круга. В следующем году за Ferrari выступали Джон Сёртис, Лоренцо Бандини, Нино Ваккарелла, Педро Родригес и пилот из США Боб Бондурант.

## История

### Ferrari 158
Кузов новой машины представлял собой полумонокок, болид имел 8-цилиндровый двигатель мощностью 210 л. с. Ferrari 158 дебютировал на Гран-при Монако 1964 года, однако Джон Сёртис сошёл из-за поломки коробки передач, а Лоренцо Бандини финишировал 10-м на болиде Ferrari 156 Aero. На следующем Гран-при в Нидерландах Джон финишировал на втором месте, заработав первые очки на Ferrari 158 в этом сезоне, также Сёртиc выиграл этапы в Германии и Италии. Борьба за титул продолжалась до финального этапа в Мексике: Грэм Хилл и Джим Кларк сошли с дистанции, а Джон приехал вторым и стал чемпионом с отрывом всего в одно очко. Две последние гонки чемпионата в США и Мексике Ferrari провела на машинах, выкрашенных в сине-белые полоски и под названием North American Racing Team. Таким образом Энцо Феррари выразил свой протест против действий FIA, отказавшихся омологировать среднемоторную спортивную машину Ferrari 250 LM.

### Ferrari 1512
В 1964-1965 годах Ferrari использовала болиды 158 и 1512. Ferrari 1512 от 158-й модели отличается двигателем V12 вместо V8. За рулём этой машины Джон Сёртис завоевал подиум, а Лоренцо Бандини два.

## Результаты выступлений в Формуле-1
| Легенда к таблице |                                                                    |
| --- | ------------------------------------------------------------------ |
| В таблице перечислены результаты всех Гран-при Формулы-1, в которых использовался автомобиль. Строками таблицы являются сезоны, столбцами — этапы чемпионата мира. В каждой клетке указаны сокращённое название этапа и результат, дополнительно обозначенный цветом. Расшифровка обозначений и цветов представлена в нижеследующей таблице. |                                                                    |
| \| Пример \| Описание \| \| ------------ \| ------------------------------------------------------------------ \| \| 1 \| Победитель \| \| 2 \| Второе место \| \| 3 \| Третье место \| \| 5 \| Финишировал, заработав очки \| \| Сход \| Не финишировал, но при этом заработал очки \| \| 12 \| Финишировал, не получив очков \| \| НКЛ \| Финишировал, но не попал в финальную классификацию \| \| 15 \| Участвовал вне зачёта, либо по отдельной классификации \| \| 18 \| Не финишировал, но попал в финальную классификацию \| \| Сход \| Не финишировал \| \| НКВ \| Не прошёл квалификацию \| \| НПКВ \| Не прошёл предквалификацию \| \| ДСК \| Дисквалифицирован \| \| ИСК \| Исключён из протокола соревнований \| \| ТТ \| Заявлен для участия только в тренировках \| \| НС \| Участвовал в квалификации, но не стартовал в гонке \| \| Т \| Травмирован или болен \| \| ОТК \| Отказ от участия \| \| НТР \| Прибыл на соревнования, но на трассу не выезжал \| \| НПР \| Был заявлен в числе участников, но не прибыл к началу соревнований \| \| О \| Соревнования отменены \| \| \| Не участвовал \| \| Поул-позиция \| \| \| Быстрый круг \| \| |                                                                    |
| Пример | Описание                                                           |
| 1 | Победитель                                                         |
| 2 | Второе место                                                       |
| 3 | Третье место                                                       |
| 5 | Финишировал, заработав очки                                        |
| Сход | Не финишировал, но при этом заработал очки                         |
| 12 | Финишировал, не получив очков                                      |
| НКЛ | Финишировал, но не попал в финальную классификацию                 |
| 15 | Участвовал вне зачёта, либо по отдельной классификации             |
| 18 | Не финишировал, но попал в финальную классификацию                 |
| Сход | Не финишировал                                                     |
| НКВ | Не прошёл квалификацию                                             |
| НПКВ | Не прошёл предквалификацию                                         |
| ДСК | Дисквалифицирован                                                  |
| ИСК | Исключён из протокола соревнований                                 |
| ТТ | Заявлен для участия только в тренировках                           |
| НС | Участвовал в квалификации, но не стартовал в гонке                 |
| Т | Травмирован или болен                                              |
| ОТК | Отказ от участия                                                   |
| НТР | Прибыл на соревнования, но на трассу не выезжал                    |
| НПР | Был заявлен в числе участников, но не прибыл к началу соревнований |
| О | Соревнования отменены                                              |
| | Не участвовал                                                      |
| Поул-позиция |                                                                    |
| Быстрый круг |                                                                    |

| Сезон | Шасси        | Двигатель   | Ш | Гонщики         | 1    | 2    | 3    | 4    | 5    | 6   | 7    | 8    | 9    | 10  | Место | Очки    |
| ----- | ------------ | ----------- | - | --------------- | ---- | ---- | ---- | ---- | ---- | --- | ---- | ---- | ---- | --- | ----- | ------- |
| 1964  | Ferrari 158  | Ferrari V8  | D |                 | МОН  | НИД  | БЕЛ  | ФРА  | ВЕЛ  | ГЕР | АВТ  | ИТА  | США  | МЕК | 1     | 45 (49) |
| 1964  | Ferrari 158  | Ferrari V8  | D | Сёртис          | Сход | 2    | Сход | Сход | 3    | 1   | Сход | 1    | 2    | 2   | 1     | 45 (49) |
| 1964  | Ferrari 158  | Ferrari V8  | D | Бандини         |      | Сход | Сход | 9    |      |     |      | 3    |      |     | 1     | 45 (49) |
| 1964  | Ferrari 1512 | Ferrari V12 | D | Бандини         |      |      |      |      |      |     |      |      | Сход | 3   | 1     | 45 (49) |
| 1965  | Ferrari 158  | Ferrari V8  | D |                 | ЮАР  | МОН  | БЕЛ  | ФРА  | ВЕЛ  | НИД | ГЕР  | ИТА  | США  | МЕК | 4     | 26 (27) |
| 1965  | Ferrari 158  | Ferrari V8  | D | Сёртис          | 2    | 4    | Сход | 3    |      |     |      |      |      |     | 4     | 26 (27) |
| 1965  | Ferrari 158  | Ferrari V8  | D | Бандини         |      |      |      |      | Сход | 9   | 6    |      |      |     | 4     | 26 (27) |
| 1965  | Ferrari 158  | Ferrari V8  | D | Нино Ваккарелла |      |      |      |      |      |     |      | 12   |      |     | 4     | 26 (27) |
| 1965  | Ferrari 158  | Ferrari V8  | D | Педро Родригес  |      |      |      |      |      |     |      |      | 5    | 7   | 4     | 26 (27) |
| 1965  | Ferrari 158  | Ferrari V8  | D | Боб Бондурант   |      |      |      |      |      |     |      |      | 9    |     | 4     | 26 (27) |
| 1965  | Ferrari 1512 | Ferrari V12 | D | Сёртис          |      |      |      |      | 3    | 7   | Сход | Сход |      |     | 4     | 26 (27) |
| 1965  | Ferrari 1512 | Ferrari V12 | D | Бандини         | 15   | 2    | 9    | 8    |      |     |      | 4    | 4    | 8   | 4     | 26 (27) |